# بيتر شارب (لاعب دوري الرغبي)
بيتر شارب (بالإنجليزية: Peter Sharp)‏ هو لاعب دوري الرغبي أسترالي، ولد في 16 يوليو 1954 في نيوكاسل في أستراليا.